# Sacramento del orden

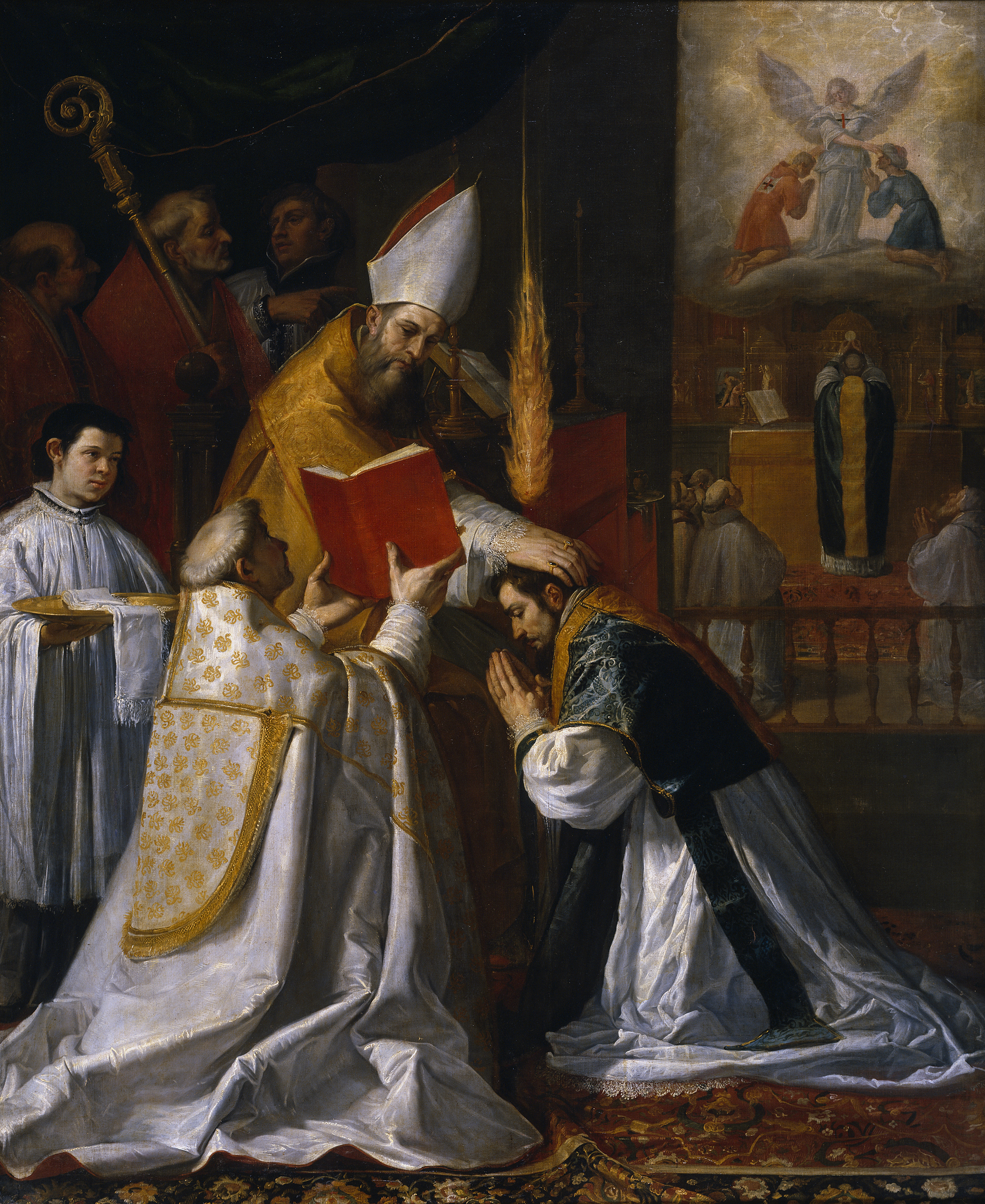
Ordenación de San Juan de Mata

El sacramento del orden u orden sacerdotal consiste en la consagración al ministerio del servicio a la Iglesia y a Dios. Esto le exige dedicación plena y libre disposición a Dios. 
Este sacramento concede la autoridad para ejercer funciones y ministerios eclesiásticos que se refieren al culto de Dios y a la salvación de las almas. Está dividido en tres grados:
- El episcopado: Confiere la plenitud del orden y torna el candidato legítimo sucesor de los apóstoles y le son confiados los oficios de enseñar, santificar y regir.

- El presbiterado: Configura el candidato al Cristo sacerdote y buen pastor. Es capaz de actuar en nombre de Cristo cabeza y administrar el culto divino.

- El diaconado: Confiere al candidato el orden para el servicio en la Iglesia, a través del culto divino, de la predicación, de la orientación y sobre todo, de la caridad.

La doctrina católica indica que este sacramento se confiere a aquellos que, habiendo recibido un particular llamado de Dios y luego de haber discernido su vocación al ministerio ordenado, son considerados idóneos para el ejercicio de este y reciben el sacramento por la imposición de manos del obispo.
Teología del sacramento
En el apartado dedicado a la institución se mostrará cómo entiende la Iglesia católica el que, como en los demás sacramentos, se dé una institución por parte de Cristo de un nuevo sacerdocio. En el apartado posterior llamado «reflexión teológica» se ofrece un recorrido histórico a grandes rasgos de las principales concepciones del sacerdocio católico.

## Institución
Jesucristo, durante su vida pública, instituyó un grupo de doce personas a quienes llamó «apóstoles» y que le seguían en su vida y predicación itinerante por Galilea y Judea (cf. Mc 3:14-15). A estos dio poderes especiales para expulsar demonios y curar enfermedades (cf. Mt 10:1) pero su misión principal era «estar con Él» y predicar el evangelio. Luego, el evangelista Lucas indica que Jesús escogió también a otros 72 llamados «discípulos» y los envió con idénticos poderes que los de los apóstoles (cf. Lc 10:1-2).
Estos apóstoles fueron quienes le acompañaron durante la Última Cena. Según el relato evangélico, tras entregar el pan y el vino y hacer alusión a su cuerpo y sangre, Jesucristo dijo: «haced esto en memoria mía» (cf. 1 Co 11:24 y textos paralelos). Este texto es interpretado como una voluntad de Jesús de establecer sacerdotes que perpetuaran este recuerdo. 
Más tarde, el día de la resurrección, Jesús confirió también a los apóstoles el poder de perdonar pecados en su nombre (cf. Jn 20:21-23) y les confió las funciones de gobernar, enseñar y santificar dentro de su Iglesia (cf. Mt 28:19-20).
En estos dos momentos solemnes, así como en la venida del Espíritu Santo en Pentecostés que terminó de fortalecer a los apóstoles para la misión que habían recibido, la Iglesia reconoce la ocasión de la institución del sacramento del orden por parte de Cristo. Como en los demás sacramentos no se trata de una institución jurídica sino más bien de una intención que los discípulos han ido profundizando a lo largo del tiempo.
Sin embargo, la misma carta a los Hebreos que subraya el acto sacerdotal de Cristo en el sacrificio y en la intercesión ante el Padre, la identificación que se hace del sacrificio con el ofrecimiento que Cristo hace de su cuerpo en la última cena y el mandato de repetirlo en su memoria, hacen ver que se trata de un sacrificio y que, como tal es necesario un sacerdote. Ahora bien, no se afirma un sacerdocio distinto del de Cristo, sino más bien una participación conferida a los sacerdotes de ese único y sumo sacerdocio.

### Reflexión teológica en la historia
El crecimiento de la Iglesia hizo necesaria la llamada de otros que vinieran a ayudar en el servicio de la mesa, en la predicación y en la celebración eucarística. Así en el libro de los Hechos de los apóstoles se narra la elección y luego misión de siete ayudantes (considerados por algunos como «diáconos» pero no resulta aclarado todavía el tema) y Pablo menciona que es necesario nombrar presbíteros en cada lugar donde se funda una comunidad.
La terminología en relación con los grados del orden se fue delimitando poco a poco. Al parecer en las cartas de san Pablo no hay una distinción clara entre el «epíscopos» y el «presbíteros».

### Funciones
Dado que tres son las funciones principales del sacerdote: predicación, celebración de los sacramentos y gobierno pastoral; las notas específicas se diversifican de acuerdo con quienes subrayan una función por encima de otras. 

#### La posición del concilio de Trento
El sacerdocio del Nuevo Testamento es «poder de consagrar y de ofrecer el cuerpo y la sangre verdadera del Señor y de perdonar y retener los pecados». Las otras funciones no fueron tratadas directamente debido a que más bien solo se discutieron los problemas relacionados con la teología de protestantes.

#### Definición del ministerio por la función sacrificial
Sustentada por autores como Congar y Bouëssé. Afirman que el sacrificio de Cristo que fue y es propiciatorio es lo determinante del ministerio sacerdotal para siempre

#### Definición del ministerio por la función de enseñar o predicar
C. Dillenshneider propone este aspecto como el principal y definitorio del sacerdote. Y Lécuyer lo funda en la plenitud sacerdotal conferida a los obispos y que queda expresada en Pentecostés por las lenguas de fuego. Sin embargo, esta división entre obispos y sacerdotes fue objetada por algunos teólogos posteriores. 
Así L. Bouyer que toma «palabra» en su sentido neotestamentario más amplio e indica que la gracia propia es la de la predicación con la misma intensidad y actualidad que la que tenía la de Cristo  
Luego Karl Rahner que afirmaba que aunque existe el elemento cultual es más bien el profético el que ha de considerarse como determinante. Así ofrece una definición:

«El sacerdote es el heraldo de la palabra de Dios, pero con esto de específico que él está ordenado a una comunidad (real o por lo menos potencial), y que es investido de este ministerio por toda la potencia de la Iglesia, llegando a ser así el heraldo oficial de la Palabra de Dios hasta tal punto que esta Palabra le es confiada con los más altos grados de intensidad que ella alcanza en el orden sacramental. Para decir las cosas más simplemente, él es el anunciador del Evangelio en el nombre de la Iglesia y en virtud de su misión, Él lo es en el modo supremo en el cual se realiza esta Palabra, el de la celebración eucarística...»

D. Olivier indica que el sacerdote es el ministro de la Palabra y que, por ello, la definición del concilio de Trento estaría caducada.

#### Definición del ministerio por la función de gobierno
Walter Kasper busca una comprensión nueva del sacerdocio basado en el aspecto de la autoridad o gobierno a partir de un análisis de los carismas concedidos por Dios (cf. 1 Co 12 28) y tomando en cuenta que en el evangelio estos son los elementos más subrayados: el servicio, la administración, la autoridad, etc. Es también un catalizador de los demás carismas y sirve en especial a la unidad, esencial para el cumplimiento de la misión de la Iglesia. Así el ministerio sacerdotal es un don de conducción de una comunidad que está al servicio de la unidad y de la reconciliación.

#### La función de pastor como unificador
Jean Galot, intenta una conciliación de los diversos aspectos tomando como punto de partida la función de pastor, que, según afirma, respeta mejor la complejidad de funciones sacerdotales. Se trata de una expresión que engloba las funciones: «Cristo pastor guía el rebaño por la palabra y garantiza la verdad de su enseñanza por el testimonio supremo del don de sí». Es la misma misión confiada a los apóstoles. Ahora bien, añade que la misión de guía no es solo pasiva en el sentido de conducción de una comunidad –como parece afirmar Kasper–, sino también activa: busca reunir a todo el rebaño, ha sido enviado a hacer discípulos. Siempre según Galot, se puede afirmar que existe un carisma de gobierno pero no es este la fuente de la autoridad del sacerdote sino más bien la institución de Cristo. La condición de pastor expresaría también el modo en que se ha de vivir esta función que es servicio por amor. Las funciones sacerdotales propias están al servicio de la comunidad.

### Grados
Los grados o ministerios inferiores se han desarrollado por diversas necesidades litúrgicas. En la «Tradición apostólica» de Hipólito se menciona a los «lectores» y a los «subdiáconos».
Exorcistas, lectores y ostiarios (cf. Eusebio, Historia Ecclesiastica). La Iglesia latina asumió estos siete grados como órdenes. En cambio la tradición griega solo hizo órdenes inferiores al diaconado los de subdiácono y lector. 
Durante la escolástica normalmente se consideraba que cada uno de los órdenes era un sacramento con su carácter propio. Y en la primera escolástica el episcopado era considerado no como un orden sino como un poder mayor de jurisdicción. 
Buenaventura afirma que el episcopado no añade nada nuevo al presbiterado sino que es un aumento del poder conferido al sacerdote. Aun así añade que tiene una cierta «eminencia» o elevación que conserva incluso cuando no tiene diócesis.
Tomás de Aquino comentando el mismo texto de Pedro Lombardo afirma que orden se ha de llamar principalmente al sacramento y, en segundo lugar también a las funciones u oficios relacionados con algunas acciones sagradas. Así, el episcopado puede ser considerado un orden. Dado que el obispo puede conferir las órdenes sagradas posee un grado mayor que el sacerdote en relación con el Cuerpo de Cristo.
La mayoría de los teólogos posteriores han defendido que el episcopado no sería un orden distinto del presbiterado. Así por ejemplo: Juan Capreolo, Francisco Silvestre de Ferrara, Domingo de Soto, Gonet, Billuart, Billot, Hugon y Batiffol. En cambio, en el Decreto de Graciano se mencionan nueve grados considerando al episcopado como uno de ellos. Duns Scoto, por su parte, lo considera como diverso y, además, de grado eminente.
En el Concilio de Trento, en el canon seis acerca del sacramento del orden se afirma que «en la Iglesia católica existe una jerarquía instituida por ordenación divina, que consta de obispos, presbíteros y ministros». Aun así hubo discusión sobre el origen de la jurisdicción. Los obispos españoles pretendían hacer valer la postura por la cual tal origen sería divino aunque el Papa es quien define exactamente el lugar donde se aplicaría. Sin embargo, la mayoría de los padres conciliares pensaba que el poder de jurisdicción les venía también a los obispos del Papa. Por ello, se optó por la fórmula genérica: «divina ordinatione» que implica un deseo o una intención no instituida necesariamente. Otro problema surgido a raíz del texto aprobado era el modo de interpretar el término «ministros», ya que podía aplicarse a los diáconos pero también al resto de los órdenes. La superioridad de los obispos sobre los presbíteros quedó reflejada en el canon 7: «Si quis dixerit, episcopos non esse presbyteros superiores, vel non habere potestatem confirmandi et ordinandi, vel eam quam habent, illis esse cum presbyteris communem, anathema sit». Se afirma que ellos tienen el poder como ministros ordinarios de ordenar otros presbíteros y de impartir la confirmación.
Pío XII en la constitución apostólica «Sacramentum Ordinis» (del año 1947) afronta el problema de discernir el rito principal y necesario de la ordenación y se afirma que es la imposición de manos (y no la entrega de instrumentos, como algunos tomistas pensaban) fijando las plegarias que se van a usar para ello: el documento ya no toma en cuenta las llamadas órdenes menores ni el subdiaconado, por lo que han quedado definitivamente fuera. Otra afirmación importante es la unidad del sacramento, a pesar de la diversidad de grados.
El concilio Vaticano II explicitó y completó lo afirmado en el Concilio de Trento. Determinó los tres grados llamando diáconos y no «ministros» al tercero de ellos (cf. Constitución Dogmática Lumen Gentium 28 -desde ahora se citará como «LG»). Se aclara también la terminología en relación con el origen de la jurisdicción de los obispos: abandona el término «ordenación divina» y asume el más fuerte de «institución divina» (cf. LG 18). Sin embargo, es menos explícito en el caso de los sacerdotes, afirmando que se trata de un ministerio legítimamente transmitido por los obispos a algunas personas en la Iglesia (cf. LG 28). Es decir, el problema anterior relacionado con la institución del episcopado se traslada al presbiterado.
En cuanto a la sacramentalidad del episcopado usa la expresión plenitud del sacramento del orden» (cf. LG 21), que aplica a la consagración en sí misma (sin considerar si se produce después de la ordenación sacerdotal o directamente desde el estado laical). Junto con el oficio de santificar confiere el de enseñar y regir, además de la capacidad de ordenar otros obispos (cf. LG 21): así se trata de un sacramento tanto en el rito (imposición de manos) como en los efectos.
También se afirma la colegialidad de los obispos que es análoga a la de los apóstoles (LG 22). Este colegio es «sujeto de la suprema y plena potestad sobre la Iglesia universal, si bien no puede ejercer dicha potestad sin el consentimiento del Romano Pontífice». Ahora bien, se hace una distinción entre el poder o jurisdicción recibida y el ejercicio de tal poder de manera que solo pueden ejercerlo quienes están en comunión con el romano pontífice y los demás miembros del colegio. En el caso de las concesiones que algunos Papas han dado a sacerdotes o abades para ordenar a otros sacerdotes, se debe considerar que los sacerdotes tienen el poder de consagrar otros sacerdotes, pero han de ejercer solo en virtud de una concesión. Es semejante al caso de la administración de la confirmación.
En el concilio Vaticano II se restauró la figura del diácono permanente. Se restableció como «grado propio y permanente de la jerarquía» (cf. LG 29). Se habla de gracia sacramental pero se evita tratar el tema con amplitud y detalle dada la discusión todavía presente entre los teólogos. Sin embargo, dado que el diácono permanente no está ordenado al sacerdocio se genera el problema de dilucidar la naturaleza del diaconado.
En el concilio Vaticano II se suprimió el subdiaconado, quedando sus funciones en los únicos dos ministerios que han sido asumidos: el lectorado y el acolitado. No son órdenes sino ministerios y, por tanto, estos no son «ordenados» sino «instituidos».

## Signos
Es interesante hacer notar, por ejemplo, que la traducción de la Vulgata de Hch 14 23 dice: «constituissent» u «ordinassent» (designaron, constituyeron) cuando el texto griego habla de «imponer las manos». Este rito se difundió invariablemente en toda la Iglesia como consta en multitud de textos recogidos y comentados por Van Rossum.
Solo a partir del siglo X se incorporó la ceremonia de la «Traditio instrumentorum» que consiste en la entrega de objetos relacionados con el ministerio conferido (el evangelio a los diáconos, el cáliz y el vino a los sacerdotes) que luego se volvió de uso universal. Se empezó a propagar la idea de que la materia del sacramento del orden era esta entrega.
Ahora bien, este añadido causó que no pocos teólogos consideraran como parte esencial del sacramento esta entrega de objetos (entre ellos incluso Tomás de Aquino) y así quedó estipulado en la Instructio de Sacramentis del Decretum pro armeniis (del 22 de noviembre de 1439), donde se afirma lo siguiente: 

«Sextum sacramentum est ordinis cuius materia est illud, per cuius traditionem confertur Ordo, sicut presbyteratus traditur per calicis cum vino et patenae um pane porrectionem... Forma sacerdotii talis est: Accipe potestatem offerendi sacrificium in Ecclesia pro vivis et mortuis, in nomine Patris et Filii et Spiritus Sancti».

En la constitución apostólica Sacramentum ordinis de Pío XII se ofrece una indicación clara y definitiva del magisterio acerca de la materia y forma del sacramento del orden. Hay que tener presente que en el decreto mencionado anteriormente Eugenio IV no hacía un pronunciamiento definitivo sino que explicaba a los armenios la doctrina común que por lo demás ellos habían adoptado desde el siglo XII. En esta constitución se afirma que la materia única para el orden –en sus tres grados– es la imposición de manos y la forma única son las palabras que determinan o significan los efectos sacramentales de tal imposición de manos. Además añade que aunque la praxis anterior haya sido distinta, de ahora en adelante no se considera imprescindible, para la validez del sacramento, la traditio instrumentorum.
Así quedó reflejado en el Catecismo de Juan Pablo II donde en el número 1573 se afirma que el rito esencial del sacramento del orden está constituido por la imposición de manos del obispo sobre la cabeza de quien se va a ordenar y por una oración consacratoria específica para cada grado en la que se ruega que el Espíritu Santo conceda sus dones apropiados a cada ministerio
.

### Ministro
Según el Código de Derecho Canónico de 1983 es el obispo consagrado el ministro del sacramento del orden. 
En la ordenación de un obispo, se pide que haya al menos otros dos obispos consagrantes. Ahora bien, no es lícita la ordenación de un obispo sin el permiso expreso del Papa (llamado «mandato pontificio»). 
En la ordenación de presbíteros y diáconos para el clero diocesano, ha de ser el propio obispo (es decir, aquel que gobierna en la zona donde vive el ordenando) quien confiera la ordenación. Puede hacerlo fuera de su diócesis si tiene permiso del obispo correspondiente.

### Sujeto
Para la validez de la ordenación dentro de la Iglesia católica, se requiere que el ordenando sea varón bautizado. En cuanto a la licitud se requieren las siguientes condiciones:
- Se realizan las pruebas y condiciones prescritas (haber sido instituido como lector y acólito con seis meses de antelación a la ordenación diaconal, haber solicitado por escrito la ordenación indicando que lo hace libre y conscientemente, el certificado de estudios, certificado de haber recibido el orden anterior y los ministerios según los casos, certificación del rector del seminario o del superior religioso).
- Que tenga las cualidades necesarias a juicio del obispo propio o del superior mayor de la orden religiosa.
- Que no le afecte una irregularidad o impedimento.

#### Solo varones
Aunque la controversia sobre la posibilidad de la ordenación de mujeres es relativamente reciente, la presencia de un canon en el concilio de Laodicea del siglo IV determinando que, de acuerdo con la voluntad de Cristo mismo, solo varones podían ser ordenados sacerdotes, hace notar que este punto al menos se discutió quizás debido a la herejía montanista.
Ahora bien, el magisterio pontificio ha indicado con claridad. La principal dificultad se presentó, como reconoce el documento Inter Insigniores de la Congregación para la Doctrina de la Fe (1976) por el hecho de que algunas denominaciones protestantes han admitido en calidad de «pastores» a mujeres causando que tanto teólogos como miembros de la jerarquía de la Iglesia soliciten la revisión por parte del Papa de este impedimento. Sin embargo, el mismo documento reconoce que: «la Iglesia, por fidelidad al ejemplo de su Señor, no se considera autorizada a admitir a las mujeres a la ordenación sacerdotal» (número 5). Afirma además que la tradición de la Iglesia ha sido tan firme a lo largo del tiempo (y en contra de algunas herejías que se habían insinuado en este sentido) que no había sido necesario intervenir definiendo el principio dado que se trataba de una ley no controvertida. 
Por otro lado, Cristo escogió solo a hombres tanto para ser sus apóstoles como para los 72 discípulos que envió a predicar y esto no por condicionamiento cultural, pues ya contaba con mujeres que le seguían y le ayudaban, cosa inaudita entre los rabinos del tiempo sino que también encomendó a mujeres misiones de gran importancia, como el anuncio de la Resurrección (cf. Mt 28 7). 
El principal argumento usado por los documentos magisteriales es que el sacerdote actúa in persona Christi y por tanto, las controversias suscitadas son una invitación «a descubrir de nuevo el lugar original del sacerdote dentro de la comunidad de los bautizados, de la que él es ciertamente parte, pero de la que se distingue, ya que en las acciones que exigen el carácter de la ordenación él es para la comunidad –con toda la eficacia que el sacramento comporta– la imagen, el símbolo del mismo Cristo, que llama, perdona y realiza el sacrificio de la Alianza» (número 33).
El Papa Juan Pablo II quiso intervenir también con su carta apostólica Ordinatio Sacerdotalis donde afirma solemnemente que «con el fin de alejar toda duda sobre una cuestión de gran importancia, que atañe a la misma constitución divina de la Iglesia, en virtud de mi ministerio de confirmar en la fe a los hermanos (cf. Lc 22,32), declaro que la Iglesia no tiene en modo alguno la facultad de conferir la ordenación sacerdotal a las mujeres, y que este dictamen debe ser considerado como definitivo por todos los fieles de la Iglesia».

#### Celibato
Mientras que para los diáconos que han contraído matrimonio antes de la ordenación no es una obligación (excepto en caso de muerte de la esposa), el celibato un requisito indispensable en la iglesia de rito latino, no así en la iglesia católica de rito oriental, donde los presbíteros pueden ser casados o célibes pero no pueden casarse, y en donde los obispos deben ser célibes. El celibato no fue la norma durante los primeros siglos de la Iglesia, sino que fue parte de un proceso que no culminó sino hasta el siglo XII (hay quienes postulan que no es sino hasta 1971). Sea por su valor como ideal para la vida sacerdotal, sea en cuanto imposición debida a una ley eclesiástica, el celibato de los sacerdotes dentro de la Iglesia católica ha sido muy criticado.
Hay quienes critican la ley del celibato afirmando que se trata de una asimilación con aspectos propios de la vida religiosa.
Finalmente hay quienes sostienen la necesidad de abandonar dicha ley debido a la escasez de vocaciones, a las infidelidades de algunos, al abandono del estado sacerdotal y a motivos ecuménicos, etc.
Sin embargo, los documentos de la Iglesia han defendido siempre esta práctica a partir de la meditación de la elección de Cristo mismo. Se dice que no fue necesario que Jesús viviera en castidad, sino conveniente y Dios lo asumió. Estaba totalmente consagrado al Padre y era tal consagración la que le impedía tomar mujer. El sacerdocio implica una orientación análoga de consagración. Además esto le ayudó a Cristo en su misión universal: «todo el que hace la voluntad de Dios ese es mi hermano y mi hermana y mi madre» (Mc 3 35). Su celibato no fue una reacción «contra» el matrimonio.
Jean Galot comenta así los textos evangélicos que tratan del celibato:
- «Si alguno viene en pos de mí sin odiar a su padre, a su madre, a su mujer, a sus hijos, a sus hermanos, a sus hermanas, incluso a su propia vida, no puede ser discípulo mío» (Lc 14 26). Este texto implicaría una resolución enérgica de separación. Dado que él mismo, habló de los deberes de los esposos y de la fidelidad, difícilmente se puede estar refiriendo a un matrimonio ya realizado. Por tanto, se habla aquí de la renuncia a la vida matrimonial. El celibato es así una condición dentro del campo de la consagración del sacerdote. Significa una preferencia incondicional de amor dedicado a Cristo: este reclama un amor tal que supera todos los demás afectos y conlleva una renuncia a todas las ataduras susceptibles de entorpecerlo o de hacerle competencia.

- «a causa del reino de Dios» (Lc 18 29). Es la causa de la renuncia en este texto. El horizonte no es el de la perfección personal sino el del reino.

- «hay eunucos que se han hecho tales a causa del reino de los cielos. ¡Quien pueda entender que entienda!» (Mt 19 10-12). Lo más probable es que este logion, de indiscutible sabor semítico, haya sido pronunciado por Jesús en un ámbito relacionado con el matrimonio y que haya sido unido a esta parte del evangelio por la tendencia de unificar logia de Mateo. Es claro también que se refiere al celibato no para menospreciar el matrimonio, sino dándole un alcance más amplio. Así se aclara que el carisma del celibato no es una llamada para todos. Es necesario un don especial del Padre que ha de ser acogido mediante un esfuerzo humano. El celibato está unido a una dedicación total al servicio del reino. El motivo son las exigencias de dedicación completa al reino.

El celibato sacerdotal se ha impuesto progresivamente en la praxis de la Iglesia latina. Es innegable la influencia maniquea o gnóstica de algunos textos. Sin embargo, las motivaciones que encontramos en los padres de la Iglesia y en los papas son variadas y apuntan más a aspectos evangélicos. Se habla de «casarse con Dios» (Tertuliano), «la obligación del culto» que ha de ser intempestivo a veces (Epifanio), la paternidad espiritual (Eusebio de Cesarea), etc.
En el concilio de Elvira del año 300 se comenzó a formular la prohibición del uso del matrimonio para los clérigos. En el siglo XII se exigió incluso la separación a los sacerdotes casados. De hecho, según Cochini: «Ningún concilio anterior a Nicea, ni en oriente ni en occidente, autorizó jamás a los obispos y a los sacerdotes contraer matrimonio y usar del mismo si lo habían contraído antes de su ordenación... En el concilio in Trullo del 691, que fijará de manera definitiva la legislación de las iglesias orientales separadas de Roma por la fuerza de Bizancio, la ley de continencia perfecta es estrictamente mantenida para el obispo, mientras que los otros miembros del clero (subdiáconos, diáconos y sacerdotes) autorizados a vivir con su mujer, continúan obligados a la continencia temporal».
La ley de celibato, aunque guiaba el comportamiento del sacerdote, no llegó a producir todos sus efectos hasta que se logró unir y promover la formación del clero, después del concilio de Trento. 
Pablo VI en la encíclica «Sacerdotalis coelibatus» afrontó las principales objeciones y, ofreciendo las motivaciones cristológicas e históricas, confirmó plenamente la disciplina de la Iglesia. 
Así en el sínodo de 1971 sobre los sacerdotes se confirmó la ley de celibato y así quedó reflejado tanto en el Código de derecho canónico de 1983 (canon 1037) como en el Catecismo de Juan Pablo II (números 1579-1580).

### Efectos
Los efectos son de carácter indeleble: implica una configuración con Cristo que permite el ordenado actuar como representante de Él en su calidad de cabeza de la Iglesia en las tres funciones de sacerdote, profeta y rey. Como en los demás sacramentos que implican carácter, se trata de una señal indeleble. Por tanto, quienes abandonan el ministerio o son suspendidos no pierden el carácter.
Se menciona también una gracia especial del Espíritu Santo en los diversos grados diáconos, presbíteros y obispos. Para el obispo se trata de un don especial de fortaleza. El sacerdote recibe la gracia necesaria para actuar como tal en el lugar de su jurisdicción. Y el diácono para el servicio del pueblo en la predicación y la caridad.

## El rito de ordenación

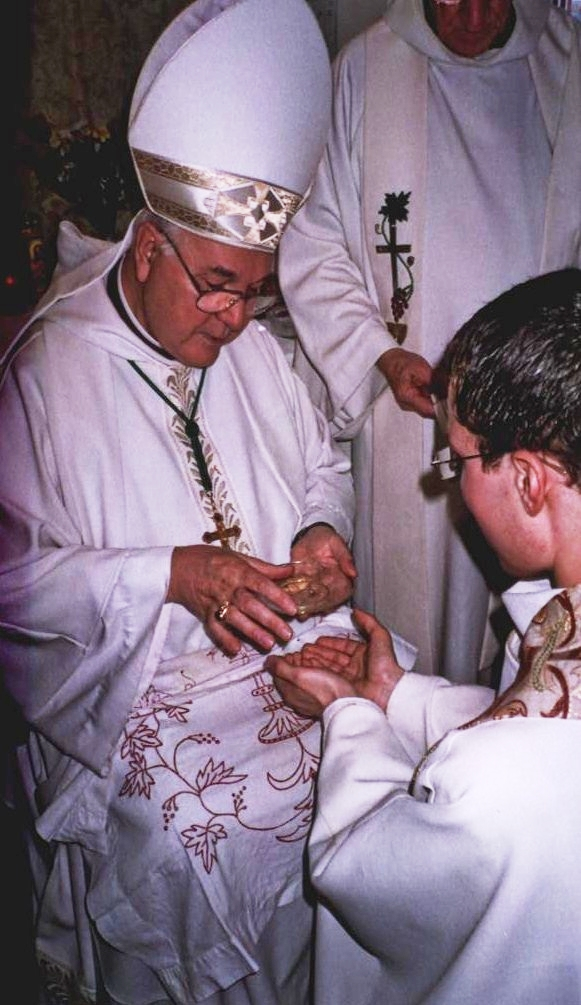
ordenación presbiterial.

La ceremonia en la que se impone el orden ha de ser presidida por un obispo. En ella, el obispo confiere a un laico, diácono o presbítero cualquiera de las tres órdenes, entrando el ordenado a formar parte de la jerarquía de la Iglesia católica. Que el celebrante sea un obispo, asegura la sucesión apostólica, ininterrumpida desde los primeros días de la Iglesia tanto en la Católica como en las Ortodoxa y Copta.
En la Liturgia católica, el Orden se confiere por medio de la imposición de manos, que es el signo del sacramento. Dicha imposición es acompañada de la oración del Obispo ordenante, llamada también oración consecratoria. En ella se pide al Espíritu Santo que confiera a los candidatos el sacramento del orden en el grado correspondiente (diaconado, presbiterado o episcopado). A estos ritos esenciales se le han añadido otros ritos, entre los que se pueden destacar la entrega de instrumentos (traditio instrumentorum) o la postración.
Mediante este sacramento se invita al clérigo a proclamar el evangelio, a celebrar los divinos misterios y a guiar al pueblo de Dios. El sacramento del Orden se recibe en plenitud cuando se confiere el episcopado a un sacerdote, es decir, cuando un sacerdote es ordenado obispo.
En la ordenación de un obispo debe de haber al menos tres obispos. Solo puede ser sacerdote el hombre bautizado que, a juicio del propio obispo o superior (si es religioso), reúna las cualidades requeridas y no tenga ningún impedimento. El rito tiene como elementos la imposición silenciosa de las manos y la oración ritual (varía según los tres grados).